# Marios Joannou Elia
Marios Joannou Elia' (Pafos, 19. lipnja 1978.) je grčko-ciparski skladatelj, akademik i ravnatelj umjetničkih i kulturnih institucija. Glazbenici, kritičari i mediji opisali su ga kao „glazbeni fenomen”, „čovjeka monumentalnoga”, „pionira među skladateljima svoje generacije”, „obnovitelja glazbe”, „čarobnjaka zvuka”, te kao „čudo od djeteta suvremene glazbe”.

## Umjetnički rad
Elia je autor dijela globalnog dosega i odjeka. Njegove simfonije, oratoriji, opere, rapsodije, zborske kompozicije i svečane skladbe ističu se originalnošću, domišljatošću, osobitostima i sposobnošću da objedine heterogene glazbene stilove. Njegov skladateljski opus obuhvaća oko 100 skladba.